# Nobujuki Óiši
Nobujuki Óiši (* 12. září 1939) je bývalý japonský fotbalista.

## Klubová kariéra
Hrával za Nippon Steel.

## Reprezentační kariéra
Nobujuki Óiši odehrál za japonský národní tým v roce 1964 celkem 1 reprezentační utkání.

## Statistiky
| Japonsko | Japonsko | Japonsko |
| Roky     | Záp.     | Góly     |
| -------- | -------- | -------- |
| 1964     | 1        | 0        |
| Celkem   | 1        | 0        |